# Litocranius
Litocranius, llamadas gacelas jirafa, es un género de  mamíferos artiodáctilos de la subfamilia Antilopinae que incluye a una o dos especies de pequeños antílopes africanos, según las referencias que se consulten y los años de su publicación. Cada una de las especies o subespecies ocupa un área geográfica de distribución distinta. L. walleri ocupa una zona que va desde Somalia, sureste de Etiopía, este de Kenia hasta el noreste de Tanzania. L. sclateri se distribuye más al norte, en los territorios de Yibuti y Somalilandia.

## Especies
Se han descrito dos especies aunque una de ellas puede aparecer como subespecie según autores.
- Litocranius walleri (Brooke, 1788), descrita como Gazella sclateri, es tratada como especie por todos los autores.
- Litocranius sclateri (Neumann, 1899), descrita como Lithocranius sclateri. Según diversos autores debe ser clasificada como la subespecie Litocranius walleri sclateri.